# Croați

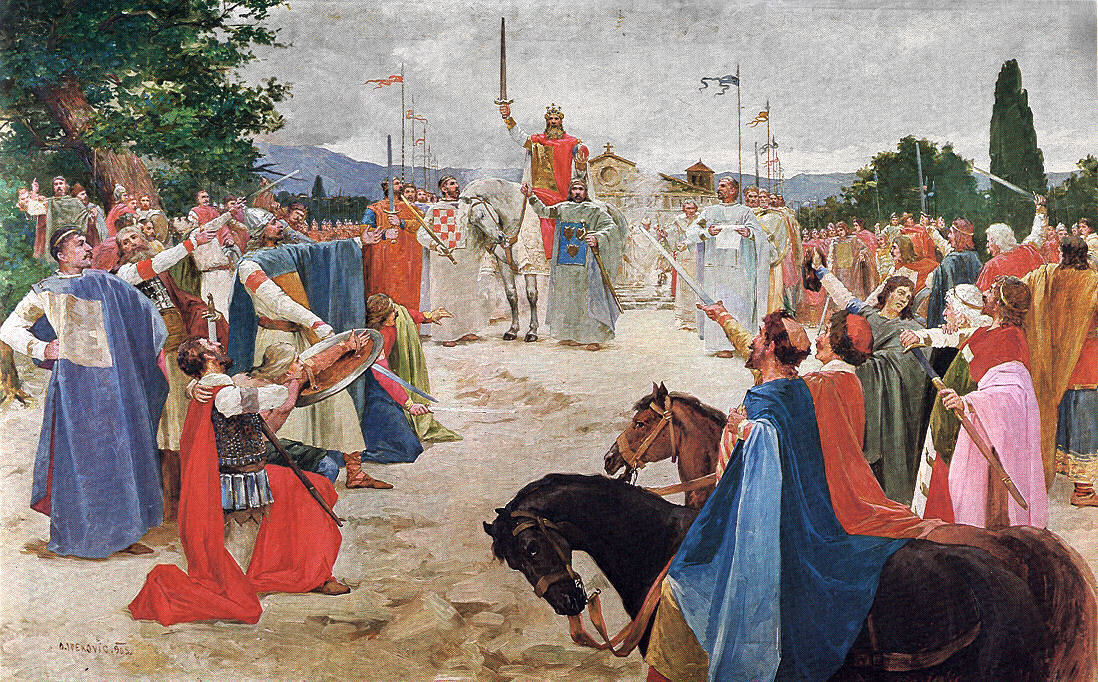
Încoronarea regelui Tomislav (pictură modernă de Oton Iveković)

Croații (în croată hrvati) sunt grup etnic din ramura slavilor de sud majoritatea locuind în Croația, Bosnia și Herțegovina și țările vecine. Sunt aproximativ 5 milioane de croați care locuiesc în sudul Europei Centrale, de-a lungul coastei estice a Mării Adriatice și o estimare de aproximativ 9 milioane în restul lumii. Din motive politice, sociale și economice, mulți croați au emigrat în jurul lumii, instaurând o remarcabilă diasporă croată. Mari comunități croate există în mai multe țări precum, Statele Unite ale Americii, Germania, Chile, Australia, Argentina, Noua Zeelandă și Africa de Sud. Croații sunt cunoscuți pentru cultura lor unică, care de-a lungul anilor a fost influențată din diferitele colțuri occidentale și orientale. Predominant, croații sunt catolici iar limba lor oficială este croată.